# Buriti (Santo Ângelo)
Buriti é um dos quatorze distritos rurais do município brasileiro de Santo Ângelo, no Rio Grande do Sul. Situa-se a oeste da cidade. Seu nome deriva do fato de existir na região em abundância a palmeira popularmente conhecida como buriti.
Limita-se com os distritos de Ressaca da Buriti, União, Restinga Seca, Atafona e com o município de Vitória das Missões. O distrito possui 685 habitantes, de acordo com o censo de 2010.

## História
A história do distrito remonta ao século XIX, quando Frode Uffo Johanssen, engenheiro agrimensor, dono de um título nobiliárquico dinamarquês, passou a desenhar um novo sonho, o qual via que se constituiria longe da Dinamarca. Conseguiu aos seus 31 anos convencer seus irmãos Byarke, que era contador e Axel, farmacêutico com especialização na Alemanha, a partirem com ele para a América do Sul. O destino era a região Sul do Brasil, onde pretendia adquirir uma grande extensão de terras e fundar uma nova sociedade baseada em ideais republicanos. Tanto é fato que em alguns registros históricos alude-se a essa colônia como "República de Frode".
Conforme relata a historiadora Marta Weissmantel, consta no cartório de Registros de Imóveis de Santo Ângelo, que em 1897, Frode Johansen adquiriu suas primeiras glebas de terras. Após adquirir a colônia, deu-lhe um nome indígena em homenagem aos antepassados que ele imaginava terem sobrevivido naquelas propriedades, chamando a nova colônia de Burity, que em língua indígena significa "árvore da vida".
Entre 1897 e 1898, Frode comprou duas propriedades que correspondiam ao total de 5.850 hectares. Usando seus conhecimentos de agrimensor, foi logo medindo e demarcando a propriedade, loteando-a em 234 frações de 25 hectares cada uma. Formando cinco linhas ou distritos, que ele nomeou como: Linha do Meio, Linha Burity, Atafona, Olhos d'Água e Ressaca.
Na sequência, passou a virada de século a viajar pelas colônias alemãs, conhecidas como "Colônias Velhas", localizadas nos atuais municípios de São Sebastião do Caí, Santa Cruz do Sul e Cachoeira do Sul, a fim de buscar imigrantes alemães para o povoamento da colônia.
Quase que antes mesmo de realizarem a construção de suas casas, os primeiros moradores deram preferência sobre as ordens de Frode para que fossem construídas a igreja e a escola. No caso da escola, notou-se quase uma diacronia com a prática da época, mas Frode foi inflexível nesta necessidade, selecionando ele mesmo os futuros professores vindos da Alemanha. Edificou, também, a "Casa do Imigrante", para fins de hospedar os primeiros moradores enquanto aguardavam a construção de suas casas. Em poucos anos de dedicação e com o que considerava uma rigorosa seleção de novos moradores, a comunidade logo começou a prosperar, edificaram-se serrarias, moinhos, cervejaria, fábrica de óleo de linhaça, de carrocerias, curtição de couro, selaria, ferraria, marcenaria, sapataria e casas comerciais.
As propriedades adquiridas no final do século XIX ganharam rapidamente casas e pequenas indústrias e em 1910, fundava-se a Colônia Burity. Quando da fundação já possuía quase 500 habitantes de diversas nacionalidades: brasileiros, dinamarqueses, alemães, austríacos, suíços, uruguaios e holandeses. Posteriormente ainda receberia descendentes de poloneses, italianos, húngaros e tchecos. O intendente local, Coronel Bráulio Oliveira, em relatório apresentado ao Conselho Municipal na sessão de 20 de julho de 1913, informa: "Muito tem prosperado esta Colônia devido a atividade de seu fundador. Criada há apenas 3 anos, tem avançado sensivelmente, graças à apurada seleção que seu proprietário faz na aquisição de colonos".
Somente em 1938, Frode levou para registro o loteamento da colônia, oportunidade em que apresentou um elaborado plano de loteamento e todo o histórico da propriedade e os mapas por ele produzidos, datados de 1908. Ele não se descuidou dos mínimos detalhes, inclusive organizando as comunidades religiosas, luterana e católica. O idioma oficial das cinco linhas que ele havia criado era o alemão, portanto a única língua ensinada nas duas escolas surgidas na comunidade, o que se manteve até as proibições ditatoriais do governo de Getúlio Vargas.
A colônia obteve considerável desenvolvimento econômico. Abriram-se indústrias das mais variadas, comércios e clubes. Em 1921, a colônia contava com três casas comerciais, três serrarias, três moinhos, uma ferraria, uma marcenaria, um curtume, uma fábrica de aguardente e até um hotel. Na agricultura, as primeiras plantações foram de milho, mandioca, fumo, feijão e arroz. Havia produção de queijo e manteiga. Tão logo a comunidade foi se formando, foram estendidas linhas telefônicas, construído hospital, fundadas as sociedades de damas e estabelecidas todas as profissões necessárias (médico, dentista, serviço de correios, enfermeiros, sapateiro, carpinteiro...), fundaram-se salões de baile, clube de tiro ao alvo e de lança, decorrentes da motivação particular de Frode e sem nenhuma participação estatal. A partir do advento da Segunda Guerra Mundial, os clubes de tiro ao alvo foram fechados, ocorreu a proibição dos moradores falarem o idioma que lhes era o oficial, teve-se a inserção de uma escola pública, e forçou-se o civismo a pátria e muitas restrições e punições iniciaram-se contra os moradores, bem como a alteração do nome das instituições e festas comunitárias, inclusive a própria grafia do nome Burity, alterou-se para Buriti.
O distrito de Buriti foi o primeiro a ser reconhecido oficialmente, através da Lei Municipal nº 7, de 17 de julho de 1956.

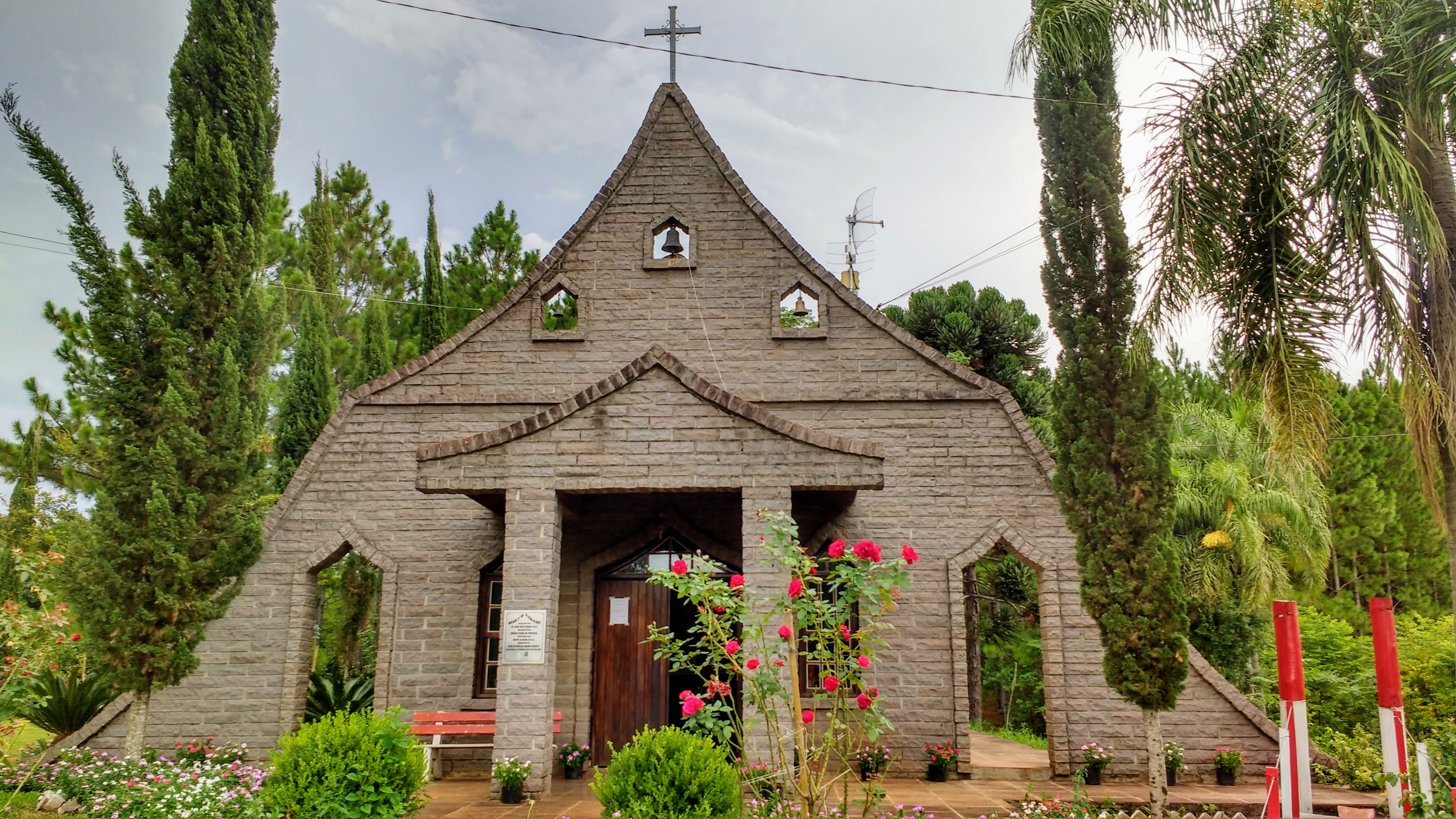
Santuário Nossa Senhora de Fátima de Buriti

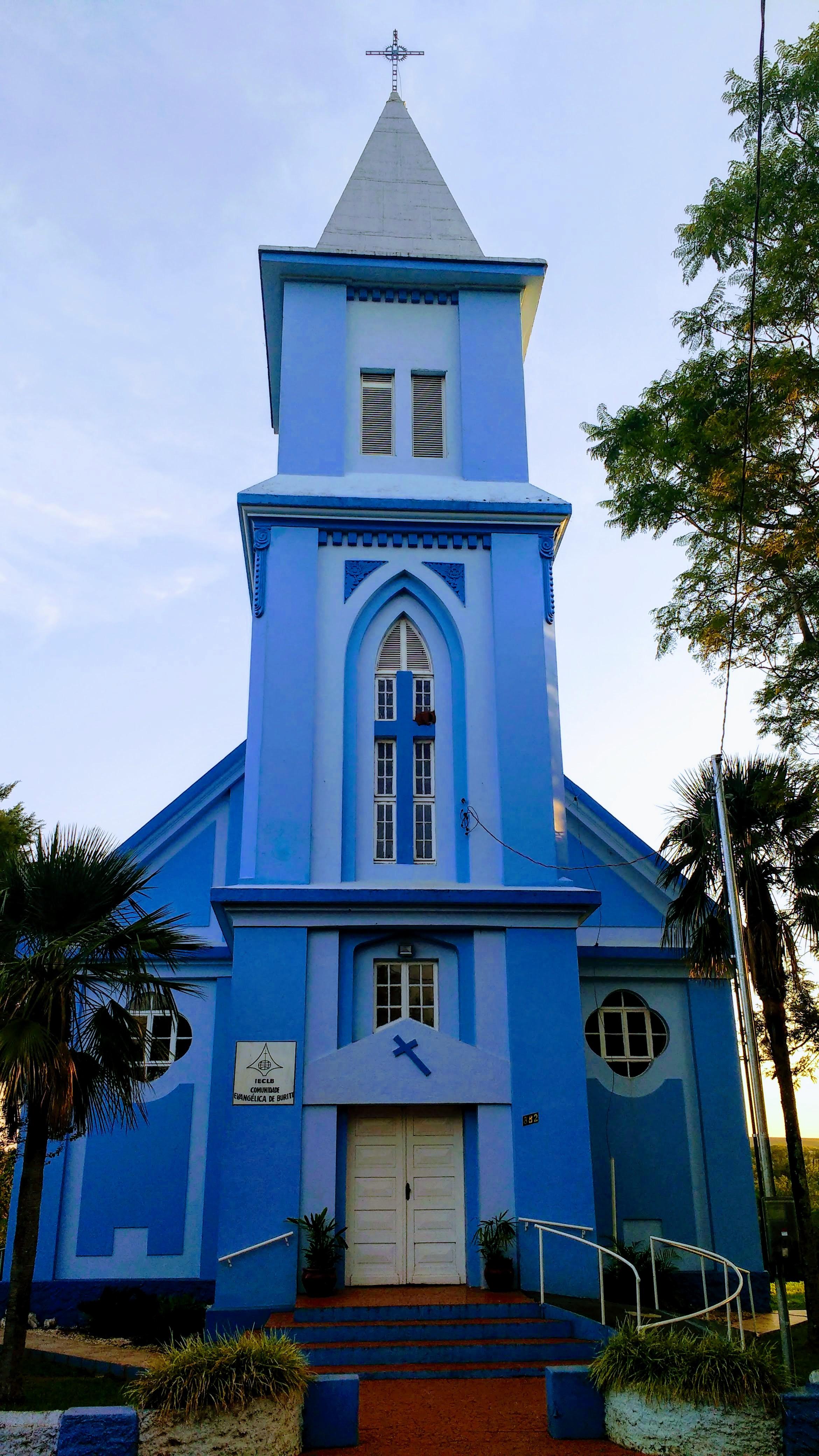
Paróquia da Comunidade Evangélica de Confissão Luterana de Buriti